# Seth Morrison

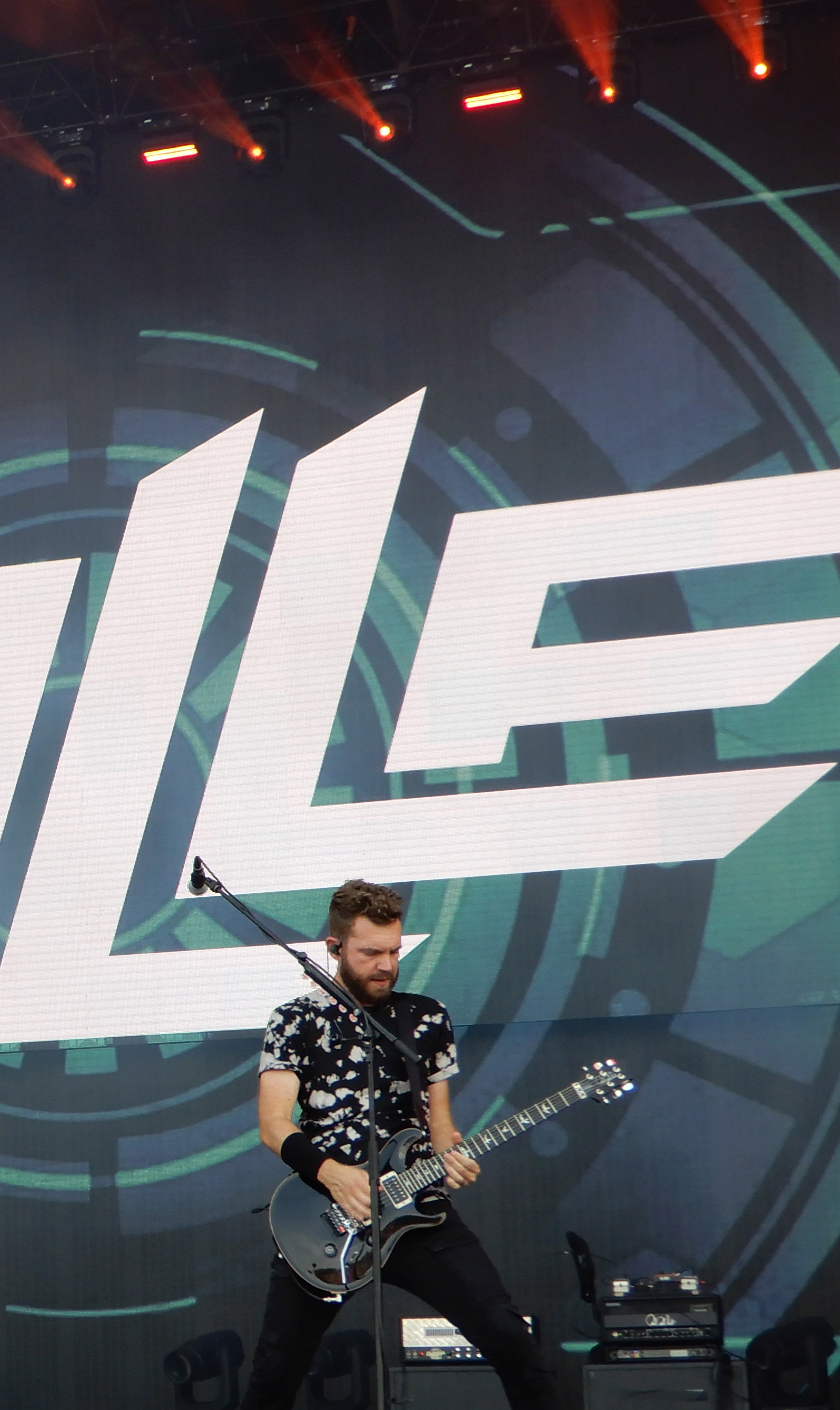
Seth Morrison au Hellfest 2022

Jacob Seth Morrison (né le 19 février 1988) est le guitariste du groupe rock Skillet. Il a rejoint le groupe en avril 2011.

## Carrière
La vie de guitariste de Seth a débuté à l'âge de 13 ans. Il commença dans un groupe appelé 3PO, partageant la scène avec plusieurs artistes bien connus tels que Disciple, Kutless, Sanctus Real, Tait, Audio Adrenaline, Relient K, TobyMac, Kirk Franklin et bien d'autres. En 2004, à l'âge de 16 ans, il a eu l'occasion de participer à une tournée en Europe avec le groupe et Justifide pendant plusieurs semaines aux États-Unis jusqu'à ce qu'ils finissent par se dissoudre. Parmi les autres actes en tournée Our Heart's Hero, The Crabb Family, Crabb Revival & Fire projet local Everlasting. Il était également dans un groupe appelé At The Well, mais il le quitte entre 2009 et 2010 et poursuit sa carrière. Actuellement, Morrison est le guitariste principal de Skillet, il remplace Ben Kasica.

## Historique musical
3PO - 2001-2004
- Guitariste

Justifide - 2004-2006
- Guitariste

Everlasting Fire - 2006-2008
- Guitariste

Haley McGuire / Our Heart's Hero - 2009-2010
- Guitariste
- Chœurs

The Crabb Family / Crabb Revival - 2009-2011
- Guitariste
- Bassiste

At The Well Modèle:Nécessaire
- Guitariste

Skillet - 2011-présent
- Guitariste